# Адонц, Николай Георгиевич
Никола́й Гео́ргиевич Адо́нц (Николайос Тер-Аветикян; арм. Նիկողայոս Գեորգիի Ադոնց (Տէր-Աւետիքեան); 10 (22) января 1871, Брнакот, Зангезурский уезд, Елизаветпольская губерния, Российская империя — 27 января 1942, Брюссель, Бельгия) — российский византолог и арменовед, общественный деятель, историк.

## Биография
Николай Адонц родился 22 января 1871 года в семье сельского священника, в селе Брнакот, Зангезурского уезда Елизаветпольской губернии Российской империи.

### Образование
Начальное образование получил в местной приходской и Татевской монастырской школе. Затем продолжил учёбу в Эчмиадзинской духовной семинарии и 2-й Тифлисской гимназии (1892—1894). По её окончании, зачислен на историко-филологический факультет Санкт-Петербургского университета. С осени 1895 г. посещал занятия на двух факультетах — историко-филологическом и восточных языков. Вскоре Адонц стал одним из учеников ориенталиста Н. Я. Марра. Весной 1899 года Адонц выдержал выпускные экзамены на факультете восточных языков, получив диплом и золотую медаль за сочинение об армянских житиях святых. В 1899—1902 годах специализировался в области византологии в университете Мюнхена, в Сорбонне и Оксфорде. В Мюнхене он посещал семинар Карла Крумбахера, а в Париже посещал лекции Шарля Диля. Побывал в Венеции и Лондоне. В 1902 году Адонц вернулся в Петербург, где начал готовиться к экзамену для получения степени магистра армянской словесности. В 1908 году вышла его наиболее значительная работа «Армения в эпоху Юстиниана. Политическое состояние на основе нахарарского строя».

### Деятельность

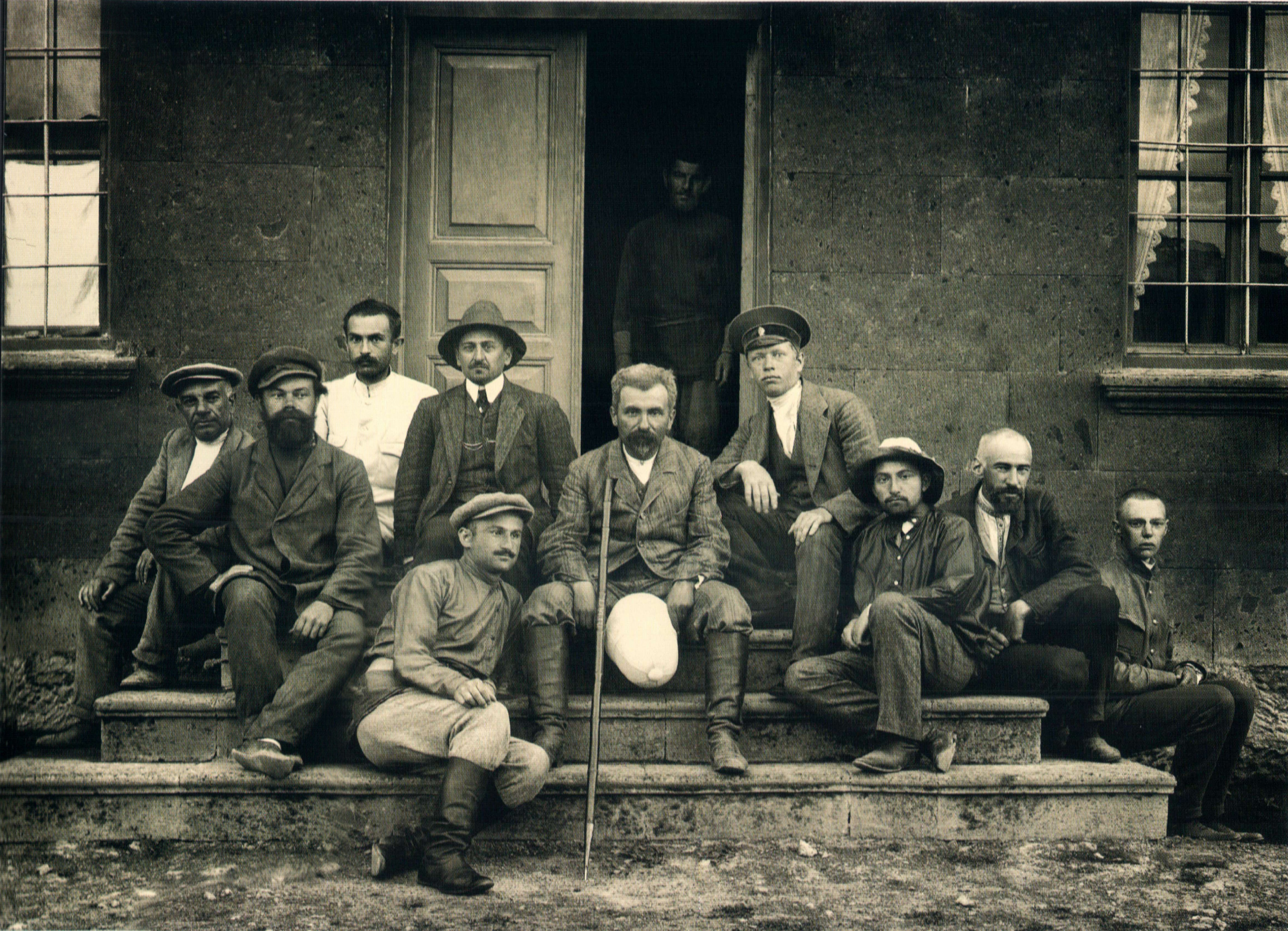
В экспедиции с Н. Я. Марром (1912)

В 1909 году Адонц защитил диссертацию на соискание ученой степени магистра «Армения в эпоху Юстиниана. Политическое состояние на основе нахарарского строя». Некоторое время Адонц изучал в Тифлисе грузинский язык, затем уехал в Эчмиадзин, где работал в хранилище древнеармянских рукописей.
В те годы, по инициативе русского правительства, в Санкт-Петербурге, Москве и Тифлисе были сформированы комиссии по Армянскому вопросу. Адонц вошёл в состав Петербургской Армянской комиссии. По поручению правительства, Адонц и депутат IV Государственной Думы М. И. Пападжанов в конце 1912 г. посетили Константинополь, где встретились с представителями местной армянской элиты. Предметом обсуждения было шаткое положение армян в Турции, в контексте Балканских войн и мегаломанской идеологии младотурок.
С начала 1915 года Адонц работал в «Армянском комитете» Петрограда, участвовал в размещении западно-армянских беженцев и сирот, оказании им материальной и моральной поддержки. В то время младотурецкий триумвират приступил к очередному этапу геноцида армян. Вместе с генералом Акопом Багратуни, Адонц принимал участие в создании Армянского военного корпуса, являлся одним из деятельных членов Армянской военной комиссии.
Летом 1916 года, в составе научной экспедиции Н. Я. Марра, Адонц командируется в занятые русскими войсками районы Муш и Эрзерум.
В 1916 году Адонц получил степень доктора филологии, в том же году был избран профессором кафедры армянской и грузинской филологии Петроградского университета.
В 1917 году руководил археологической экспедицией в контролируемом на тот момент русской армией Ване.
В 1918 году Адонц работал над статьями «Вокруг решения вопроса Передней Азии» и «Раздел Турции». В 1920 году, когда Адонц уже жил в Лондоне, эти и другие статьи он издал отдельной книгой на английском языке. В 1984 году книга была опубликована на русском языке, с предисловием профессора Джона Киракосяна. В 1989 году вышла в свет на армянском, в переводе В. Дилояна.
Весной 1920 года Российская Академия наук приняла решение о командировании Адонца за границу сроком на 6 месяцев, но в апреле того же года Адонц, не дожидаясь оформления командировки, навсегда покинул пределы России. Жил в Европе: в Лондоне, затем в Париже (1921−1931) и в Брюсселе (с 1931 до своей смерти). С 1930 года и до тех пор, пока в 1940 году университет не прекратил свою деятельность, Адонц руководил кафедрой арменистики в Брюссельском свободном университете. Учениками Адонца были Кирилл Туманов и Питер Харанис. Умер Николай Адонц 27 января 1942 года в Брюсселе.

## Память
- В 2000 году была выпущена почтовая марка Армении, посвященная Адонцу.
- В районе Арабкир Еревана есть улица Адонца.

## Заслуги и звания
- Доктор филологии (1916).
- Профессор Санкт-Петербургского университета (1916).
- Профессор Брюссельского университета (1930).

## Труды
- Адонц Н. Г. Армения в эпоху Юстиниана. — 2 изд. — Ереван: Изд-во Ереванского ун-та, 1971. — 526 с.
- Nikoghayos Adonts. Samuel l’Arménien, roi des bulgares. Bruxelles: Palais des Académies, 1938, 63 p. [reprinted in: Etudes Armeno-Byzantines. Calouste Gulbenkian Foundation. Lisbon, 1965, p. 347—407. Distributor: Livraria Bertrand]